# Шеринг, Генрик
Ге́нрик Боле́слав Ше́ринг (пол. Henryk Bolesław Szeryng; 22 сентября 1918, Варшава, Королевство Польское — 3 марта 1988, Кассель, ФРГ, похоронен в Монако) — польский и мексиканский скрипач-виртуоз, музыкант еврейского происхождения.

## Биография
В детстве Шеринг обучался игре на фортепиано, однако вскоре начал заниматься на скрипке. По рекомендации известного скрипача Бронислава Губермана в 1928 году отправился в Берлин, где занимался у Карла Флеша, а в 1933 году состоялось первое крупное сольное выступление Шеринга: в Варшаве он исполнил концерт для скрипки Бетховена с оркестром под управлением Бруно Вальтера. В том же году он перебрался в Париж, где совершенствовал своё мастерство (по признанию самого Шеринга, большое влияние на него оказали Джордже Энеску и Жак Тибо), а также в течение шести лет брал частные уроки композиции у Нади Буланже.
В начале Второй мировой войны Шеринг, свободно владевший семью языками, смог получить должность переводчика в «лондонском» правительстве Польши и при поддержке Владислава Сикорского помочь сотням польских беженцев перебраться в Мексику. Гонорары с многочисленных (более 300) концертов, сыгранных им во время войны в Европе, Азии, Африке, Америке, Шеринг отчислял в помощь Антигитлеровской коалиции.
После одного из концертов в Мексике в мае 1945 года Шерингу было предложено место зав. кафедрой струнных инструментов в университете Мехико. В том же году Шеринг приступил к своим новым обязанностям. Во второй половине 1940-х он в основном преподавал и подрабатывал игрой на фортепиано в дорогих отелях Мехико. В 1948 (по другим сведениям, в 1946) году принял гражданство Мексики.
Летом 1950 года произошла судьбоносная для музыканта встреча. Прослушав выступление Артура Рубинштейна, приехавшего на гастроли в Мехико, Шеринг после концерта приходит за кулисы и обращается к своему бывшему соотечественнику с восторженными словами. Слова пришлись великому пианисту по душе, и уже в октябре 1950-го Шеринг гостит в доме Рубинштейна в Лос-Анджелесе и репетирует с ним сонаты Брамса и Бетховена, которые вновь возникший дуэт запишет на пластинки через несколько лет. Рубинштейн сразу познакомил молодого коллегу с импресарио Солом Юроком.
В 1952 году состоялось первое после долгого перерыва европейское турне скрипача. В 1953 он — член жюри Конкурса имени Лонг и Тибо в Париже. В 1955-м предпринимает четырёхмесячное турне по Канаде. В 1956 в связи с невозможностью совмещать концертную деятельность с регулярным преподаванием Шеринг покидает университетский пост, оставляя за собой лишь проведение ежегодных летних курсов. В том же году правительство Мексики официально присвоило ему звание Мексиканского Посла Культуры и Доброй Воли и обеспечило его дипломатическим паспортом. В 1957—1959 годах скрипач неоднократно гастролировал в США. В течение последующих тридцати лет вплоть до своей смерти Шеринг совмещал активную концертную работу с мастер-классами по всему миру. Он умер во время гастролей в Касселе (Германия), и похоронен в Монако.

## Творчество
Шеринг обладал высокой виртуозностью и элегантностью исполнения, хорошим чувством стиля. В его репертуар входили как классические сочинения для скрипки, так и произведения современных авторов, в том числе композиторов Мексики, чьи сочинения он активно пропагандировал. Шеринг был первым исполнителем посвящённых ему композиций Бруно Мадерны и Кшиштофа Пендерецкого, в 1971 году он впервые исполнил Третий скрипичный концерт Никколо Паганини, партитура которого в течение многих лет считалась утерянной и была обнаружена лишь в 1960-х гг.
Дискография Шеринга весьма обширна и включает в себя антологию скрипичной музыки Моцарта и Бетховена, а также концерты Баха, Мендельсона, Брамса, Хачатуряна, Бартока, Берга, многочисленные камерные сочинения и др. В 1974 и 1975 годах Шеринг получил премию «Грэмми» за исполнение фортепианных трио Шуберта и Брамса совместно с Артуром Рубинштейном и Пьером Фурнье.